# 松平清成
松平 清成（まつだいら きよなり）は、戦国時代の武将。大給松平家の出身で、松平乗正の子とされるが、系図上の位置については諸説ある。通称は新助あるいは新蔵。高天神城の戦いで奮戦したと伝わる。

## 事績
『寛政重修諸家譜』（以下『寛政譜』）によれば、松平乗正の三男とされる。徳川家康に仕え、元亀3年（1572年）の三方ヶ原の戦いで首級を得る功績を挙げた。
天正9年（1581年）の高天神城攻めでは、武田方の兵5名を相手に斬り結んで1人を討ち取ったが、清成も17か所の創傷を受け、左の手首を切り落とされた。重傷を負った清成であったが、敵の首と自らの手首を手ぬぐいで鑓に結び付けて帰陣しようとし、3町ばかり歩いたところで倒れた。松平近正（清成の兄にあたる親清の子）と従者の岩田久大夫らに救援されて陣屋に帰り着いたために辛うじて一命はとりとめ、半年ほどの療養で傷は平癒したが、身体が不自由になったために出家して浄信（あるいは浄心）を称した。さらにのちには還俗して松平讃岐を称し、松平家乗（大給松平家第6代当主）の家臣になった。

## 考証

### 「松平近正の弟」説
この人物について、『寛永諸家系図伝』や『貞享書上』では松平近正の弟とする。『寛政譜』編纂時の、府内藩主家（近正の子孫）からの呈譜でもそのように主張されている。ただし、府内藩の呈譜では元和5年（1619年）に92歳で没としており、これを逆算すれば清成は享禄元年（1528年）生まれとなって、天文16年（1547年）生まれとされる近正との兄弟関係に矛盾が生じる。西尾藩主家（大給松平家の宗家）からの呈譜において「近正の弟」は誤りで「乗正の三男」が正しいとされたことから、『寛政譜』ではこの修正を採用している。

### 「松平久助」と平井五左衛門家の家伝
そのほか、清成の兄に「松平久助」という人物がいた（久助を乗正の二男とする）という系図もあるという。
大番与力平井五左衛門家は大給松平家の一族「松平久助」の子孫を称する。平井家の家伝によれば、「松平和泉守」の庶子「松平周防」が大給で100貫文の地を与えられ、周防の子が久助という（「松平和泉守」の実名は不明で、久助の系譜上の位置は不分明である）。この久助は高天神城攻めで「松平和泉守」に属して須藤太郎左衛門を討ち取る武功を上げ、天正12年（1584年）の蟹江城合戦では城の追手口で城兵4人と鑓を合わせ、7か所の創傷を受けたという。久助は「松平和泉守」が伏見城の守衛を命じられた際に従い、まもなく病死したとされる。